# Rivière Tawachiche Ouest
Rivière Tawachiche Ouest är ett vattendrag i Kanada.   Det ligger i provinsen Québec, i den sydöstra delen av landet, 300 km nordost om huvudstaden Ottawa.
I omgivningarna runt Rivière Tawachiche Ouest växer i huvudsak blandskog. Runt Rivière Tawachiche Ouest är det mycket glesbefolkat, med 5 invånare per kvadratkilometer.